# 11828 Vargha
11828 Vargha este un asteroid din centura principală de asteroizi.

## Descriere
11828 Vargha este un asteroid din centura principală de asteroizi. A fost descoperit pe 26 februarie 1984 la Observatorul La Silla de Henri Debehogne. Asteroidul prezintă o orbită caracterizată de o semiaxă mare de 2,32 ua, o excentricitate de 0,21 și o înclinație de 7,8° în raport cu ecliptica.